# Dekameron (televizijska serija)
Dekameron (eng. The Decameron) nadolazeća je američka povijesno crnohumorna televizijska serija autorice Kathleen Jordan. Inspirirana je zbirkom kratkih priča iz 14. stoljeća Dekameron Giovannija Boccaccia.
Serija je objavljena na Netflixu u srpnju 2024. godine.

## Radnja
Godine 1348., dok Doba kuge hara Firencom, brojni plemići i njihove sluge povlače se na selo Villa Santa. Dok pokušavaju čekati kugu u brdima Toskane s vinom i seksom, skupina se na kraju mora boriti za svoj opstanak.  

## Glumačka postava
- Zosia Mamet kao Pampinea
- Saoirse-Monica Jackson kao Misia
- Tanya Reynolds kao Licisca
- Amar Chadha-Patel kao Dioneo
- Leila Farzad kao Stratilia
- Lou Gala kao Neifile
- Karan Gill kao Panfilo
- Tony Hale kao Sirisco
- Douggie McMeekin kao Tindaro
- Jessica Plummer kao Filomena

## Produkcija
U kolovozu 2022. godine Netflix je objavio da je naručio televizijsku seriju labavo inspiriranu kratkim pričama o Dekameronu Giovannija Boccaccia iz 14. stoljeća. Seriju je stvorila Kathleen Jordan, i Jenji Kohan izvršna producentica s Jordanom.  Michael Uppendahl trebao je režirati četiri od osam epizoda.Glumačka ekipa najavljena je u prosincu 2023., uključujući Zosia Mamet, Saoirse-Monica Jackson, Tanya Reynolds, Amar Chadha-Patel, Leila Farzad, Lou Gala, Karan Gill, Tony Hale, Douggie McMeekin i Jessica Plummer. Predprodukcija serije započela je krajem 2022. godine. Snimanje je započelo 10. siječnja 2023., a odvijalo se u Rimu u studiju Cinecittà. Dodatno snimanje na licu mjesta odvijalo se i na lokacijama diljem pokrajine Viterbo, poput vrtova Castello Ruspoli, a četvrt San Pellegrino služila je kao Firenca iz 14. stoljeća pokrivajući i skrivajući moderne značajke kao što su oluci, kabeli, prozori i dimovodi.

## Vanjske poveznice
- Dekameron u internetskoj bazi filmova IMDb-a